# Marta Corredera
Marta Corredera (Terrassa, 8 agosto 1991) è una calciatrice spagnola, centrocampista del Real Madrid e della nazionale spagnola.

## Carriera

### Nazionale
Con la nazionale spagnola partecipa al mondiale del 2019.

## Palmarès

### Club
- Campionato spagnolo: 6

Barcellona: 2011-2012, 2012-2013, 2013-2014, 2014-2015
Atletico Madrid: 2016-2017, 2017-2018
- Coppa della Regina: 5

Espanyol: 2009, 2010
Barcellona: 2011, 2013, 2014
- FA Women's Cup: 1

Arsenal: 2015-2016
- FA WSL Cup: 1

Arsenal: 2015

### Nazionale
- Algarve Cup: 1

2017

### Individuale
- Calciatrice spagnola dell'anno: 1

2015
- Calciatrice catalana dell'anno: 1

2014